# Beeld van Carlo Barberini
Het Beeld van Carlo Barberini is een beeld van de broer van paus Urbanus VIII, Carlo Barberini. Het standbeeld bestaat voor een deel uit overgebleven resten van een beeld van Julius Caesar. De Romeinse autoriteiten gaven twee van de meest begiftigde beeldhouwers van die tijd, Gian Lorenzo Bernini en Alessandro Algardi de opdracht om er een beeld van Carlo Barberini van te maken. Bernini werkte aan het hoofd, Algardi aan de ledematen. 